# Thibaut de Solages
Pour les autres membres de la famille, voir Famille de Solages.
Le marquis Thibaut de Solages (né le 19 mai 1889 à Paris et mort le 30 janvier 1972 à Paris) est un homme d'affaires français.

## Biographie
Alexis-Gabriel-Marie-Thibault de Solages est le fils du marquis Jérôme Ludovic de Solages et le petit-fils du baron René Reille. Après sa scolarité au lycée Saint-Louis-de-Gonzague, dont il deviendra président des anciens élèves, il entre à l'École des mines de Paris en 1912 et en sort ingénieur civil des mines. Il sert comme capitaine d'artillerie durant la Grande Guerre, qu'il termine avec la Légion d'honneur et de la croix de guerre.
Au lendemain de la guerre, en 1919, il épouse Mlle Marie de Garempel de Bressieux (1895-1975), fille du comte Henri de Garempel de Bressieux et d'Hélène de Boigne.

### L'industrie minière familiale
En 1927, Solages succède à son père dans différents conseils. Président de la Société des Mines de Carmaux et de la Compagnie générale industrielle (CGI), holding de Carmaux dont il est également administrateur délégué, directeur des Mines de charbons de Blaye, il préside également la Société minière et électrique des Landes et la Sotrasol. 
Il siège au conseil d'administration de différentes sociétés minières, dont l'Union des Mines, de la Compagnie des mines, fonderies et forges d'Alais, la Société pyrénéenne d'énergie électrique, la Toulousaine du Bazacle, la Société électro-métallurgique de Saint-Béron, la Compagnie industrielle du Platine, les Mines de Boudoukha, la Société d'études et d'exploitations minières de l'Indochine, l'Omnium colonial, de la Société des étains de Cammon, etc, développant notamment les investissements dans les colonies et l'électricité. 
Il est administrateur délégué de la Savonnerie des Deux Mers et administrateur de la Caisse commerciale et industrielle de Paris, présidées par son oncle Amédée Reille.
Thibaut de Solages devient membre du conseil de surveillance de Schneider et Cie, dont il est le « deuxième homme » du groupe derrière Charles Schneider. Il intègre également le conseil d'administration de la Société de construction des Batignolles (son frère Alain avait épousé une des filles de Gaston Goüin) à partir de 1931 et celui de Ford France.
Il devient membre du comité de direction du Comité central des houillères de France en 1937 et du conseil d'administration de la Caisse autonome de retraites des ouvriers mineurs.
Durant la Seconde Guerre mondiale, il héberge et emploie dans ses usines de nombreux réfugiés étrangers. Il quittera un temps la France durant la guerre. Il devient membre de la Commission consultative des directeurs des houillères du Comité d'organisation de l'industrie des combustibles minéraux solides, mais se montre très hostile au STO et protège des requis.

### L'aéronautique
Thibaut de Solages s'implique également dans l'aéronautique en développement.
Président de Lioré et Olivier et de la Société aéronautique française (Avions Dewoitine) (SAF), il devient administrateur de plusieurs compagnies aériennes, dont Air Union, Air Orient, la Compagnie générale aéropostale, la Compagnie aérienne France-Algérie, Air Asie, Air France Indochine et la Société d'études et d'entreprises aériennes en Indochine et en Extrême-Orient.
Il préside la « classe 34 : industries aéronautiques » de l'Exposition coloniale internationale de 1931.
Il est membre de l'Aéro-Club de France.

### La reconversion financière après la Guerre et la nationalisation
À la Libération, les mines de Carmaux sont nationalisées afin d’accentuer le redressement économique. Chargé de la liquidation de la Société des Mines de Carmaux (SMC), il vit difficilement cette épreuve, malgré des indemnisations de nationalisation conséquentes.
Il fonde en 1949 la Banque générale industrielle (BGI), dont il devient président-directeur général. Il y nomme Jack Francès pour assurer les fonctions de direction générale. Il fait par la suite fusionner la BGI avec la banque La Hénin pour former la Banque générale industrielle La Hénin, dont il conserve la présidence. Après la fusion en 1966 de la banque de l'Union des mines-La Hénin avec la Banque de Suez, il devient président d'honneur de la nouvelle structure nommé Banque de Suez et de l'Union des mines (BSUM). Il est également nommé président d'honneur de la Sotrasol et de l'Union financière et minière (holding du groupe Francès).
Il meurt le 30 janvier 1972, à l'hôpital Laennec de Paris.

## Distinctions
- Chevalier de la Légion d'honneur (30 décembre 1920)[7]
- Croix de guerre 1914–1918

## Sources
- Jean Claude-Daumas, Alain Chatriot, Danièle Fraboulet, Patrick Fridenson, Hervé Joly, (dir.) , Dictionnaire historique des patrons français, Paris, Flammarion, 2010, notice "Famille Solages" par Alain Boscus, p. 660–662.
- Anne Burnel, « La Société de construction des Batignolles de 1914-1939 », 1995
- Rolande Trempé, « Les mineurs de Carmaux: 1848-1914 », 1971
- Augustin Frédéric Adolphe Hamon, «  Les maîtres de la France »
- Gabriel Milési, « Les dynasties du pouvoir de l'argent », 2011
- « Économie et politique, Numéros 1 à 8 », 1954
- Hubert Bonin, « Suez : du canal à la finance (1858-1987) », 1987
- Jacques Georges-Picot, « Souvenirs d'une longue carrière: de la rue de Rivoli à la Compagnie de Suez, 1920-1971 », 1993
- Yann Moncomble, « Quand la presse est aux ordres de la finance », 1986
- Gérard de Sède, « Petite encyclopédie des grandes familles », 1962
- Emmanuel Chadeau, « Les entreprises aéronautiques françaises: 1909-1945 », Fondation Crédit lyonnais, 1996